# Laelia lutulenta
Laelia lutulenta är en fjärilsart som beskrevs av Collenette 1960. Laelia lutulenta ingår i släktet Laelia och familjen tofsspinnare. Inga underarter finns listade i Catalogue of Life.